# Adsborough
Adsborough – przysiółek w Anglii, w Somerset. Adsborough jest wspomniana w Domesday Book (1086) jako Tetesberge/Tetesberga/Tegesberia.